# Fons Baeten
Alphonsius (Fons) Maria Ignatius Hubert Baeten (Maastricht, 10 april 1920 – aldaar, 7 januari 1996) was een Nederlands politicus. Hij was onder meer Tweede Kamerlid en burgemeester van Maastricht.

## Biografische schets
Baeten bezocht in Maastricht het Henric van Veldekecollege en studeerde daarna rechten aan de Katholieke Universiteit Nijmegen. In 1945 vestigde hij zich als advocaat en procureur in Maastricht. Een jaar eerder was zijn politieke loopbaan begonnen als stafmedewerker van het Militair Gezag in Maastricht. In 1946 werd hij gemeenteraadslid in Maastricht. Van 1953 tot 1957 was hij in deze stad wethouder van Onderwijs, Kunsten en Wetenschappen.
In 1956 werd hij tevens lid van de Tweede Kamer en vervulde hij de functie van secretaris en vicevoorzitter van de Katholieke Volkspartij. Hij was onder andere woordvoerder voor justitie, culturele zaken en natuurbeheer. Als Tweede Kamerlid kreeg hij vooral bekendheid door zijn motie over het omroepbeleid in 1964, die indirect de val van het kabinet-Marijnen tot gevolg had. Hij was zelf bestuurslid van de KRO en daarnaast lid van het fractiebestuur.
In 1967 werd hij burgemeester van Maastricht en zette zich in die functie onder meer in voor de vestiging van een universiteit (geopend in 1976) en van een internationaal congrescentrum (1988). Andere belangrijke gebeurtenissen tijdens zijn burgemeesterschap waren: de openstelling van de Kennedybrug (1968), de annexatie van een aantal randgemeenten (1970), de ingebruikneming van een nieuwe openbare bibliotheek en gemeentearchief (1977), de opening van een nieuw politiebureau (1978), de Eurotop (1981) en de openstelling van de Noorderbrug (1984). Bij zijn afscheid als burgemeester werd bij de aanlanding van de Romeinse brug aan de Maasboulevard een kunstwerk onthuld met knikkerende kinderen. In 2005 werd dit verplaatst naar de Hondstraat. In 1985 stond de reuzenstoet door Maastricht met stadsreus Gigantius in het teken van het vertrek van de burgemeester.
Baeten overleed op 75-jarige leeftijd en werd begraven op de Algemene Begraafplaats Tongerseweg. In 2022 werd een straat naar hem vernoemd in de Maastrichtse buurt Wittevrouwenveld, de Burgemeester Baetencour.

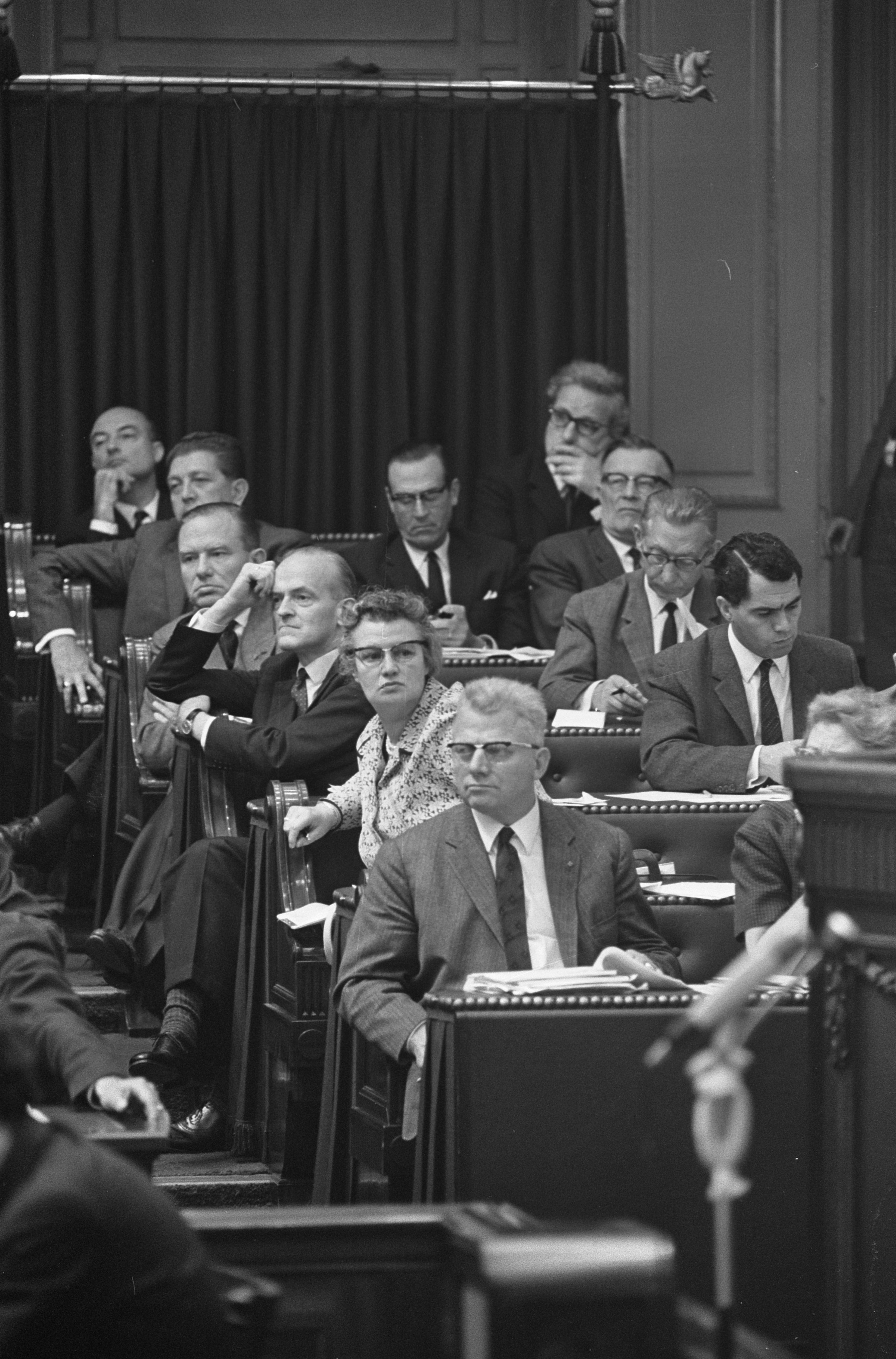
Baeten (2e van linksboven) in de KVP-fractie, 1966
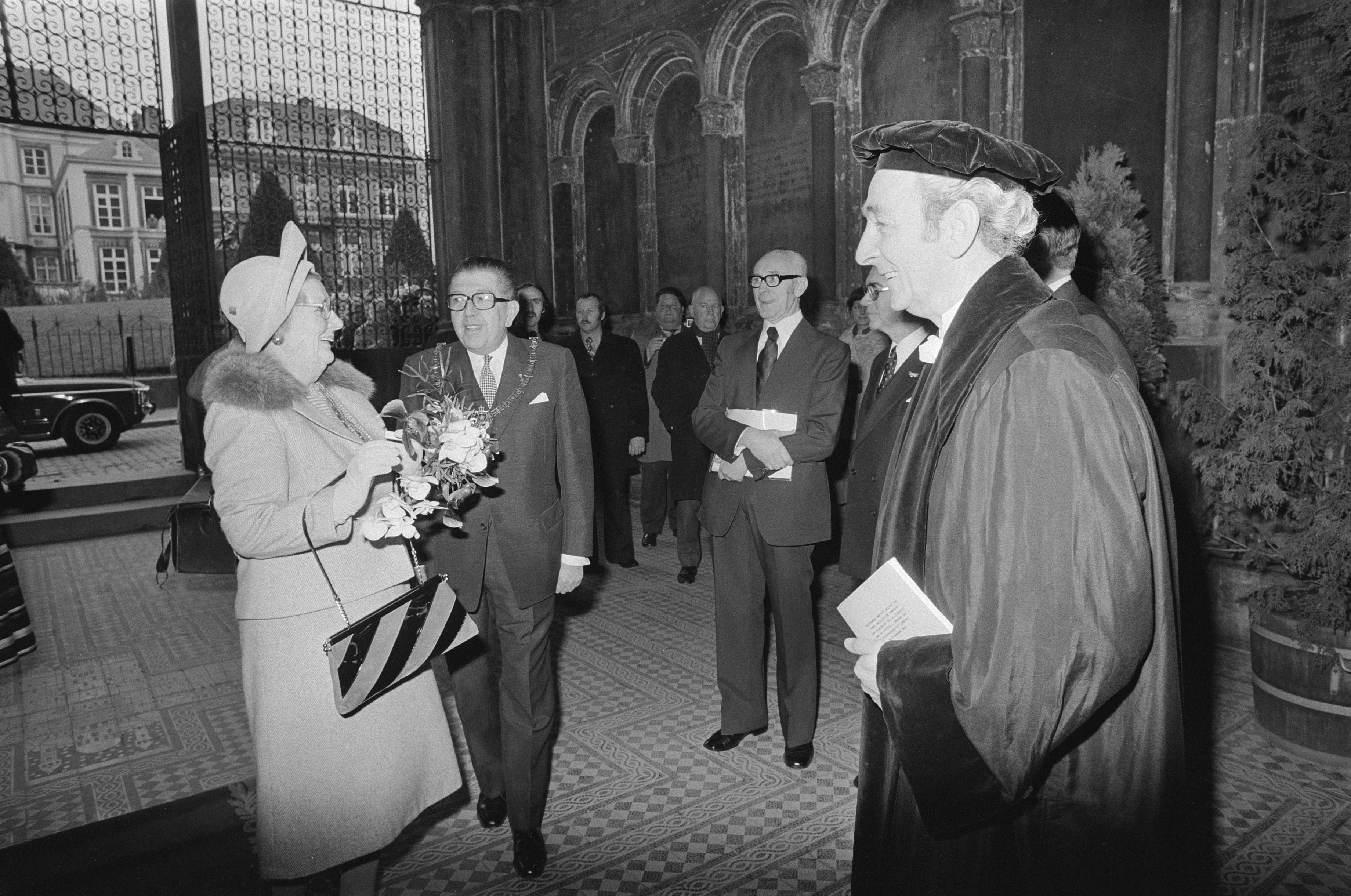
Baeten als burgemeester bij de opening van de RL, 1976
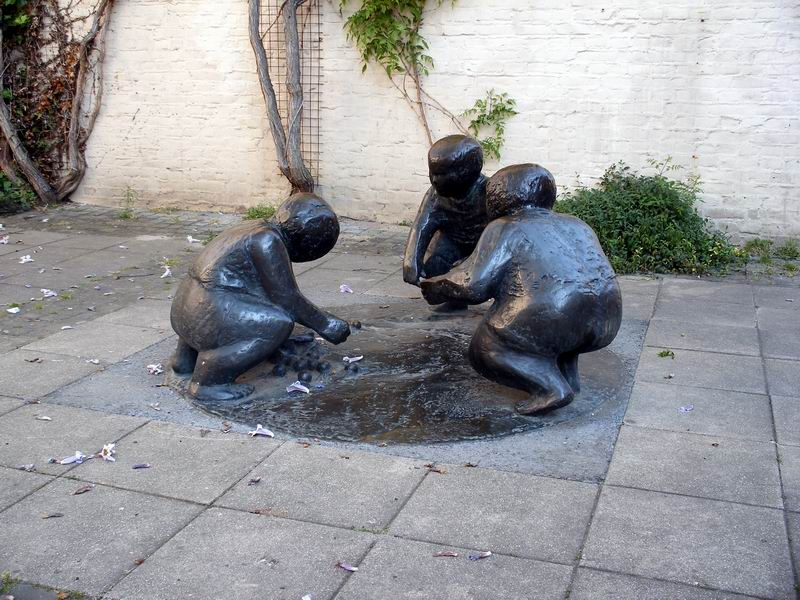
Knikkerende kinderen, afscheidscadeau, 1985

- Biografisch Portaal: 22416664
- International Standard Name Identifier: 0000 0003 8877 5013
- Nederlandse Thesaurus van Auteursnamen: 070859493
- Parlement.com: vg09lkxo7otq
- Virtual International Authority File: 282047396
- WorldCat: E39PBJcGh4G3CPYrgqfD8PGmBP